# 섬전암

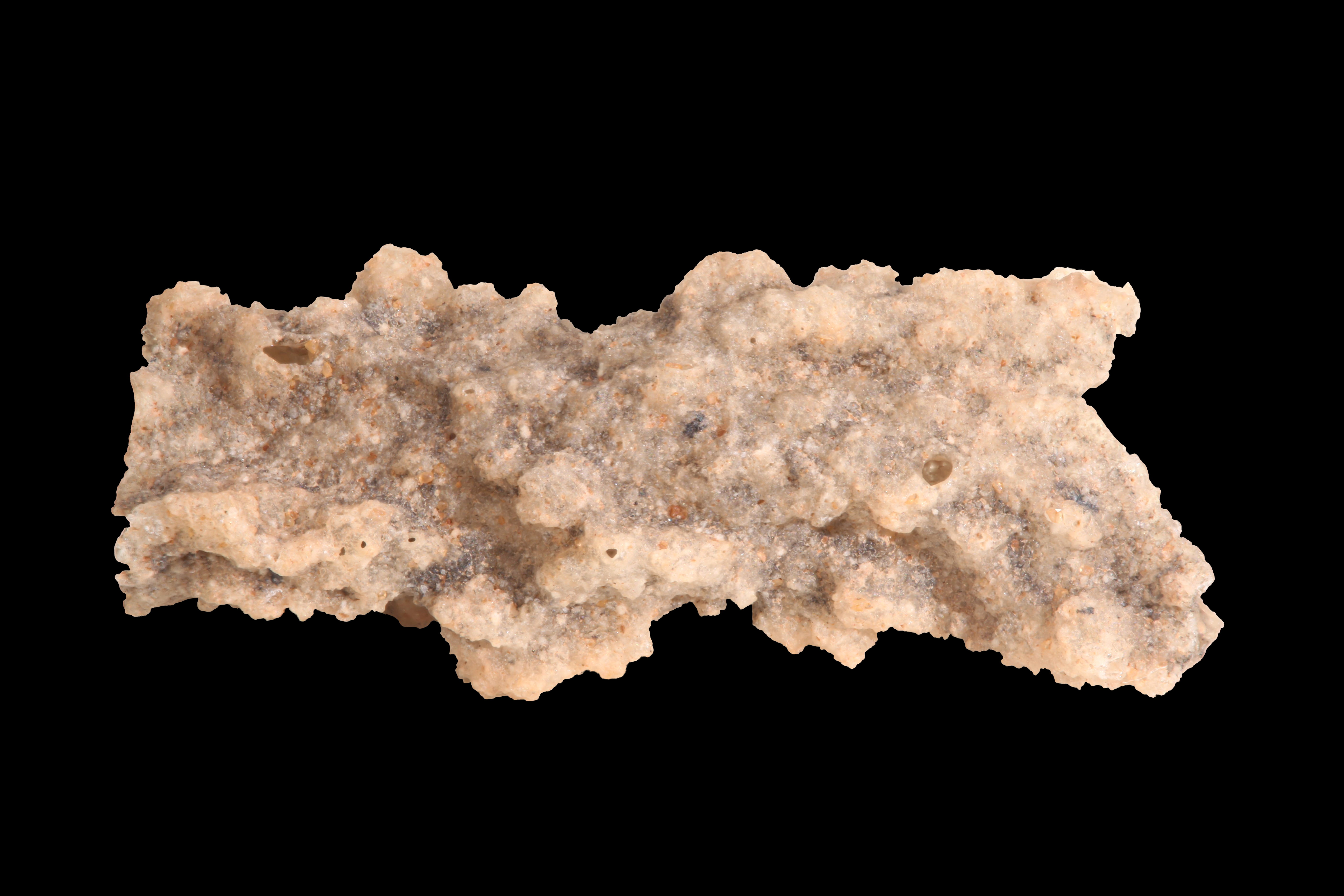

섬전암(閃電巖, Fulgurite)은 벼락이 땅을 쳤을 때 광물질이 녹았다 굳어서 만들어지는 돌덩어리다. 벼락이 땅을 때리면 최대 1억 볼트(100 MV)의 전압을 가진 전류가 땅으로 빠르게 방전되며, 이 에너지로 인해 규소가 풍부한 석영, 점토 등 퇴적물이 용융하고, 이것들이 굳으면 유리질의 돌덩어리가 되는데 이것이 섬전암이다.

## 같이 보기
- 텍타이트
- 트리니타이트